# Elpidóforo (Lambriniadis)
Elpidóforo (nascido: Ioannis Lambriniadis, em grego: Ιωάννης Λαμπρυνιάδης, 28 de novembro de 1967, Bakırköy, Istambul) é um religioso ortodoxo turco, Bispo do Patriarcado de Constantinopla e, desde 22 de junho de 2019, Arcebispo da Arquidiocese Ortodoxa Grega da América. Seu título oficial é "Sua Eminência Arcebispo da América, Exarca dos Oceanos Atlântico e Pacífico". Ele é o oitavo Arcebispo da América eleito desde o estabelecimento da Arquidiocese Ortodoxa Grega em 1922.

## Biografia
Elpidóforo estudou na Universidade Aristóteles de Tessalônica — Faculdade de Teologia Pastoral e Social, onde se formou em 1991. Em 1993, concluiu sua pós-graduação na Faculdade de Filosofia da Universidade de Bonn, apresentando uma dissertação intitulada "Os Irmãos Nicolau e João Mesaritas: Defensores da Ortodoxia nas Negociações da União de 1204 a 1214 (no contexto histórico e teológico da época)". Foi ordenado diácono em 1994 na Catedral Patriarcal e, posteriormente, nomeado Codecógrafo do Santo e Sagrado Sínodo do Patriarcado Ecumênico.
Em 1995, foi nomeado Secretário Adjunto do Santo e Sagrado Sínodo. De 1996 a 1997, estudou na Escola Teológica de São João Damasceno, em Balamand, Líbano, onde aprimorou seus conhecimentos da língua árabe. Em 2001, apresentou sua tese de doutorado na Escola Teológica da Universidade Aristóteles de Tessalônica, sob o título "A Posição Oposta de Severo de Antioquia no Concílio de Calcedônia", obtendo o título com a mais alta distinção. Em 2004, Elpidóforo foi convidado para a Escola de Teologia Ortodoxa Grega da Santa Cruz, em Brookline, Massachusetts, onde lecionou como professor visitante por um semestre.
Em março de 2005, por proposta de Sua Santidade o Patriarca Ecumênico Bartolomeu, foi promovido pelo Santo e Sagrado Sínodo ao cargo de Secretário-Chefe e ordenado sacerdote pelo Patriarca Ecumênico na Catedral Patriarcal. Em 2009, apresentou duas dissertações à Universidade Aristóteles de Tessalônica — Escola de Teologia Pastoral e Social e foi eleito por unanimidade Professor Assistente de Simbólica, Relações Inter-ortodoxas e Movimento Ecumênico. As dissertações intitulam-se: “As Sinaxes da Hierarquia do Trono Ecumênico (1951-2004)” e “As Noventa e Cinco Teses de Lutero: Aspectos Históricos e Teológicos. Texto — Tradução — Comentário”. Em 2018, foi eleito professor titular na mesma universidade, cargo que ocupou até sua eleição como Arcebispo da América.
Em 25 de julho de 2008, recebeu do presidente da Ucrânia a Ordem do Príncipe Yaroslav, o Sábio, grau V, por contribuição pessoal significativa para o desenvolvimento da espiritualidade e por ocasião da celebração na Ucrânia do 1020º aniversário do batismo da Rus de Kiev.
Além de grego e turco, Elpidóforo fala inglês, alemão, árabe e francês.

### Episcopado
Em março de 2011, foi eleito Metropolita de Bursa e, em agosto do mesmo ano, nomeado Abade do Santo Mosteiro Patriarcal e Estauropégico da Santíssima Trindade, na ilha de Chalki. Sua ordenação episcopal ocorreu em 20 de março, na Catedral de São Jorge, presidida pelo Patriarca de Constantinopla, Bartolomeu. Estiveram presentes hierarcas não apenas do Patriarcado de Constantinopla e de outras Igrejas Ortodoxas de tradição grega, mas também bispos da Igreja Ortodoxa Russa.
Foi Secretário Ortodoxo da Comissão Internacional Conjunta para o Diálogo Teológico entre a Igreja Ortodoxa e a Federação Luterana Mundial e membro das delegações Patriarcais às Assembleias Gerais da Conferência das Igrejas Europeias e do Conselho Mundial de Igrejas. Foi Secretário dos Sínodos Pan-Ortodoxos de Sófia (1998), Istambul (2005), Genebra (2006) e Istambul (2008). Como membro ativo do Conselho Mundial de Igrejas, Elpidóforo atuou em seu Comitê Central e também em sua Comissão de Fé e Ordem desde 1996.
Em 5 de janeiro de 2019, em Istambul, durante a recepção oficial por ocasião da assinatura do Tomos sobre a autocefalia da Igreja Ortodoxa da Ucrânia pelo Patriarca Ecumênico, o Presidente da Ucrânia Petro Poroshenko presenteou o Metropolita Elpidóforo com a Ordem do Príncipe Yaroslav, o Sábio, grau IV, por atividades notáveis destinadas a fortalecer a autoridade da Ortodoxia no mundo, afirmando os ideais de espiritualidade e misericórdia e contribuição pessoal significativa para o desenvolvimento da Igreja Ortodoxa local autocéfala da Ucrânia.
Em 11 de maio de 2019, foi eleito Arcebispo da América pelo Santo e Sagrado Sínodo do Patriarcado Ecumênico e foi entronizado na Catedral da Santíssima Trindade, na cidade de Nova Iorque, em 22 de junho do mesmo ano.
Em 2021, Elpidóforo foi declarado doutor honoris causa pelo Departamento de Filologia da Universidade Demócrito da Trácia e, em 2022, pelo Departamento de Administração de Empresas da Universidade do Egeu.

## Posições públicas do arcebispo

### Deposição de metropolita
Em 8 de outubro de 2020, Elpidóforo destronou o Metropolita Evangelos de Nova Jersey, supostamente para absorver a Diocese de Nova Jersey no Distrito Arquidiocesano, controlado diretamente por Elpidóforo. No entanto, isso nunca foi cumprido, pois a suspensão foi suspensa em 2022 pelo Patriarca Ecumênico Bartolomeu e a diocese foi restaurada. Evangelos foi, em vez disso, transferido para a posição de Metrópole de Sardes, uma posição titular e muito menor.

### Batizado de crianças de casal gay
Em 9 de julho de 2022, Elpidóforo batizou os filhos de um casal assumidamente gay em Atenas, causando significativa controvérsia e levando o Santo Sínodo Grego a enviar uma carta protestando contra suas ações ao Patriarca Bartolomeu. Os pais são parte da comunidade ortodoxa e próximos do arcebispo há muito tempo. Em decorrência da carta, o arcebispo foi repreendido pelo Sínodo do Patriarcado Ecumênico. Elpidóforo defendeu suas ações, dizendo que "Qualquer pessoa que me peça para batizar seu filho, eu o farei, independentemente de quem seja. Eu batizo crianças e não me importo com a vida pessoal de seus pais. Não julgo a vida das pessoas".

### Ativismo político

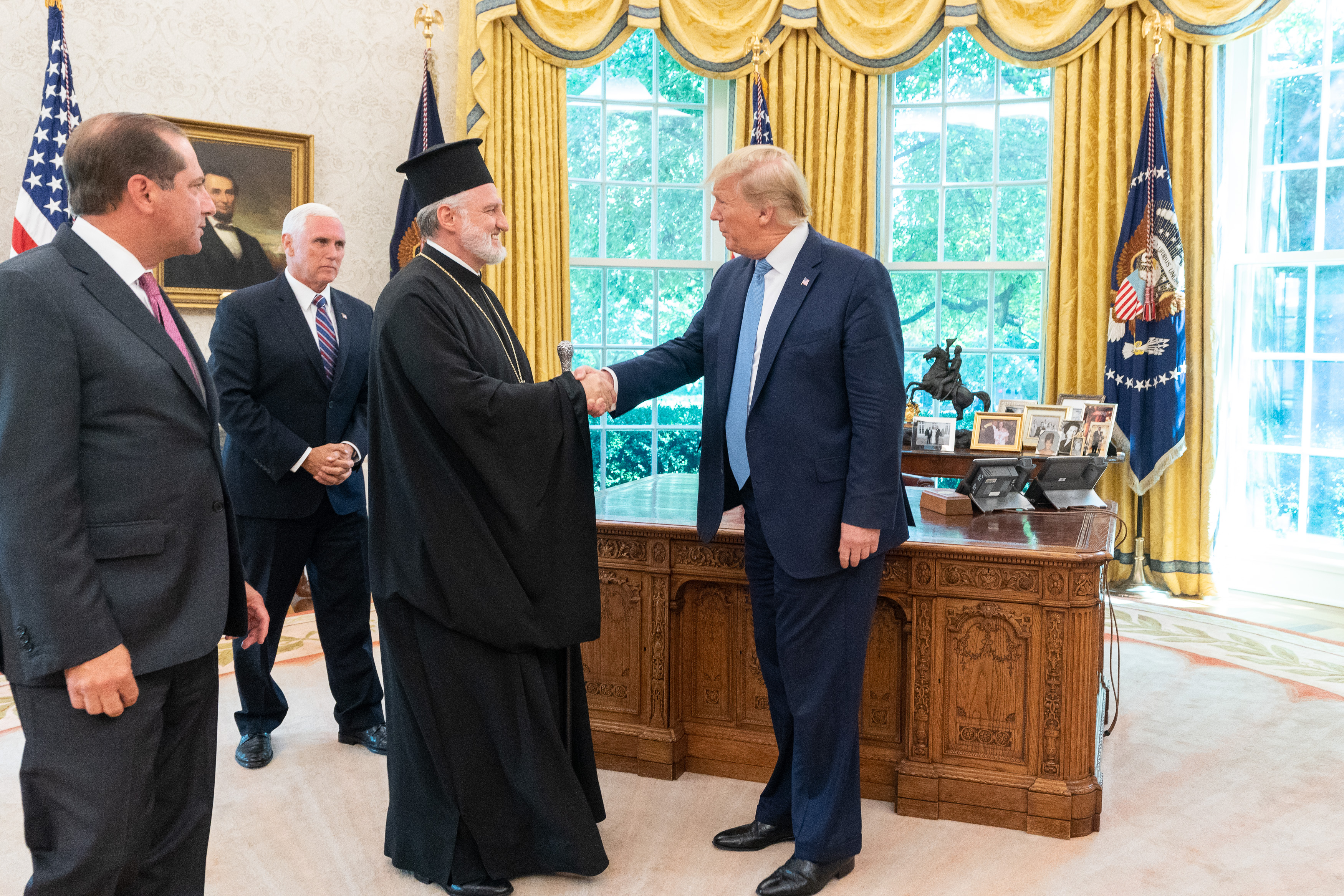
Arcebispo Elpidóforo da América com o presidente Donald Trump em 2019

O Arcebispo Elpidóforo tem se envolvido em diversas atividades políticas desde que assumiu o cargo de Arcebispo da América. Em 16 de julho de 2019, ele teve uma reunião com o presidente Donald Trump, o vice-presidente Mike Pence, e outros funcionários da Casa Branca.
Em 3 de junho de 2020, a convite do presidente do distrito de Brooklyn, Eric Adams, e do senador estadual Andrew Gounardes, o Arcebispo Elpidóforo participou de um protesto pacífico em Crown Heights, Brooklyn, pelo assassinato da paramédica Breonna Taylor, de Louisville. Em comentários após a marcha, ele disse:
Vim aqui hoje, no Brooklyn, para me solidarizar com meus irmãos e irmãs, cujos direitos foram gravemente violados. Este foi um protesto pacífico, sem violência de qualquer tipo, e agradeço a todos os envolvidos, porque violência só gera mais violência. Devemos falar, e falar alto, contra a injustiça em nosso país. É nosso dever moral e obrigação defender a santidade de cada ser humano. Enfrentamos uma pandemia de graves doenças físicas, mas a doença espiritual em nossa terra é ainda mais profunda e deve ser curada por ações, além de palavras. E, portanto, continuarei a me posicionar na brecha, juntamente com todos aqueles que estão comprometidos em preservar a paz, a justiça e a igualdade para todos os cidadãos de boa vontade, independentemente de raça, religião, gênero ou origem étnica.
Quando o Conselho de Estado turco revogou o status de Hagia Sophia de monumento em julho de 2020, e um decreto subsequente do presidente Recep Tayyip Erdoğan ordenou a reclassificação como uma mesquita, o arcebispo Elpidóforo se posicionou contra essa decisão. Em 19 de julho, os membros do Santo Sínodo Eparquial da Arquidiocese Ortodoxa Grega da América, sob sua presidência, designaram 24 de julho como dia de luto. Em entrevista à BBC, o arcebispo disse: "Este dia é para nós um dia de luto. É o dia em que lamentamos esta decisão do governo turco de reconverter um monumento, que é tão importante para o mundo inteiro. Esta é uma situação tão dolorosa para nós que anunciamos este dia como um dia de luto. É como a Sexta-feira Santa para todos os cristãos." Ele continuou dizendo: "Certamente posso dizer-vos que nunca iremos parar. É um começo para nós. Iniciaremos uma campanha. Ontem, já tive a oportunidade de expressar as preocupações de todos os cristãos ortodoxos nos Estados Unidos ao Presidente, Trump, que me recebeu na Casa Branca, e ao Vice-Presidente, Sr. Pence."

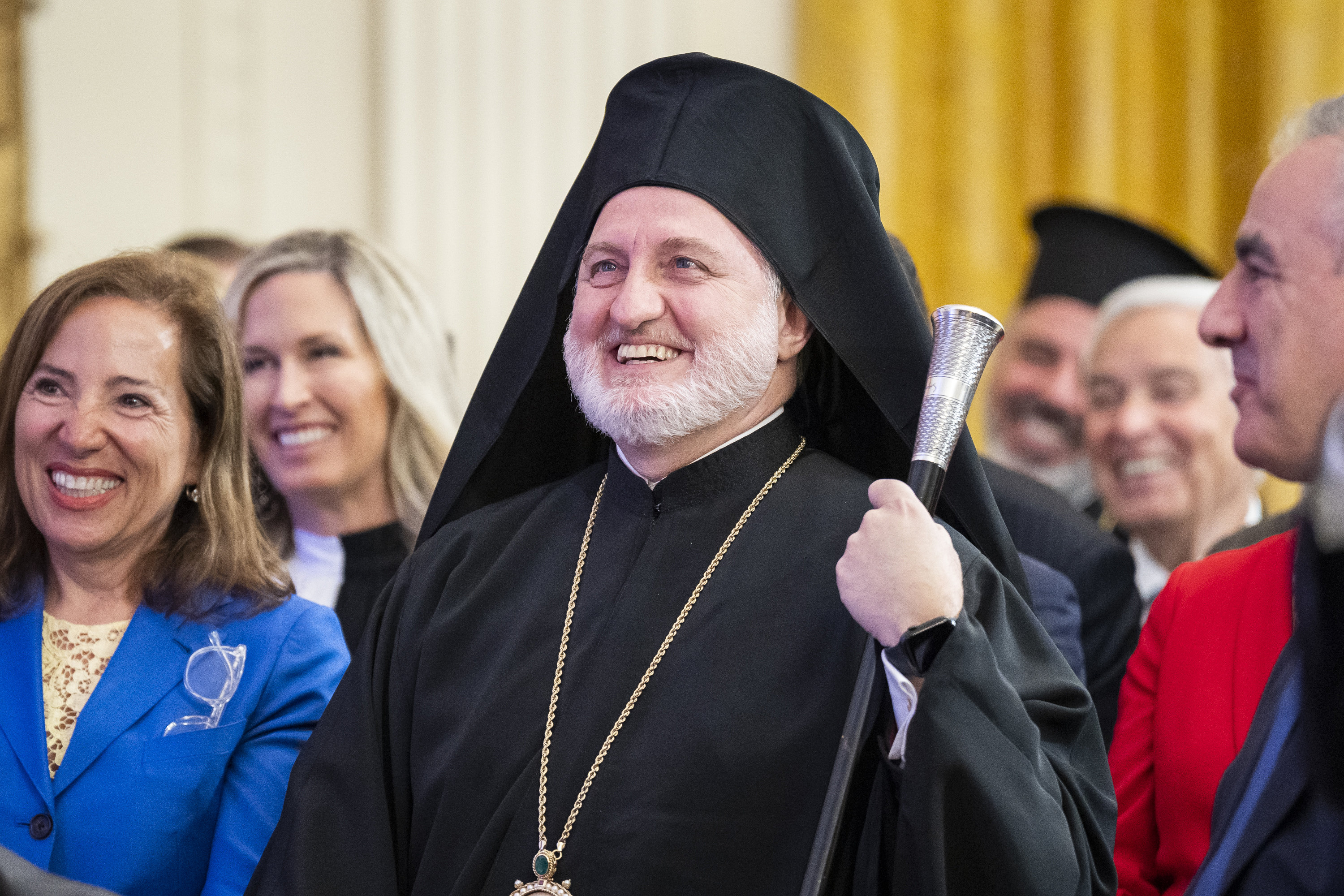
O Arcebispo Elpidóforo durante a recepção para o Primeiro-Ministro grego Kyriakos Mitsotakis, na Casa Branca, em 2022

Em 23 de julho de 2020, o Arcebispo se encontrou com Trump e Pence para discutir as preocupações do Patriarcado Ecumênico e da Arquidiocese Ortodoxa Grega com a apreensão e reconversão da Hagia Sophia em mesquita. Após a reunião, o Arcebispo declarou: "Sou grato por ter me encontrado com o Presidente Trump e o Vice-Presidente Pence na Casa Branca e comunicado nossa profunda consternação com a reconversão da Hagia Sophia em mesquita, bem como as preocupações contínuas com a segurança do Patriarcado Ecumênico e questões de liberdade religiosa. Em vista do dia de luto de amanhã, perseveramos em oração, mas também levamos nossa luta aos mais altos níveis do governo para ação e consideração." Enquanto o arcebispo se reunia com o presidente, a Câmara dos Representantes aprovou, por consentimento unânime, uma emenda proposta pela congressista Dina Titus (Democratas-Nevada) opondo-se à apreensão da Grande Igreja da Santa Sabedoria pela Turquia.
Em novembro de 2020, Elpidóforo felicitou Joe Biden pela sua vitória nas eleições presidenciais e apelou a Trump para que transferisse o poder pacificamente.
Em 15 de julho de 2024, ele fez a invocação de abertura no primeiro dia da Convenção Nacional Republicana. Cinco dias depois, o arcebispo também fez a invocação de abertura no segundo dia da Convenção Nacional Democrata.

Durante o Dia da Independência da Grécia, comemorado na Casa Branca em 24 de março de 2025, o Arcebispo Elpidóforo agradeceu ao Presidente Donald Trump por proteger as comunidades cristãs no Oriente Médio e lhe presenteou com cruz sagrada, dizendo "Que esta cruz o guie como outrora guiou Constantino" e que ela "torne a América invencível!”.